# Yo Gano
Yo Gano es un sello discográfico dedicado al Hip Hop perteneciente a la compañía discográfica española Superego.

## Historia
Yo Gano fue fundado en 1994 por Sergio Aguilar Pereira y fue el primer sello español dedicado al Hip Hop. Uno de sus primeros lanzamientos fue el disco Madrid Zona Bruta de El Club de los Poetas Violentos. El sello, desaparecido en el año 2004, estaba capitaneado por Sergio Aguilar Pereira un aficionado al Hip Hop, que lo fundó tras llegar a la conclusión que había grupos y un público potencial, pero que faltaba una estructura que los uniera. 

## Tú pierdes
Tú pierdes, era la otra cara de Yo gano. Este sello se dedicaba, en palabras de Sergio Aguilar: "a la parte instrumental del Hip Hop". Como referente para entender sus palabras habría que acudir al japonés DJ Krush o a al americano DJ Shadow y su denominado Hip Hop Abstracto, donde desaparece la figura del MC y el DJ toma todo el protagonismo. La primera referencia fue el grupo sevillano Hippaly, el cual inauguró el sello, convirtiéndose así en la primera formación española en facturar un disco instrumental.

## Discos editados[2]
- 01. Educación desde el lado oscuro (1994) de KBPO2SE.
- 02. Madrid Zona Bruta (1995) de El Club de los Poetas Violentos.
- 03. Vacaciones en el mar (1996) de La Puta Opepé
- 04. Hecho Es Simple (1997) de 7 Notas 7 Colores.
- 05. Konfusional (1997) de Frank T.
- 06. "Guateque" (1999) de Zeta (Tu pierdes)
- 07. "Lujo Ibérico" (2000) de Mala Rodríguez.
- 08. "Chanelance" (2000) de La Puta Opepé.
- 09. "Nada como si" (2001) de Dobleache.
- 10. "Chanelance" (2000) de La Puta Opepé.
- 11. "La Fiebre Amarilla" (2002) de Daddy Maza.
- 12. "Tu madre es una foca" (2002) de ToteKing & Shotta.
- 13. "El sistema" (2002) de La Puta Opepé.
- 14. "Una selva de ambiente estereo" (2003) de Punto Final.
- 15. "Música para enfermos" (2004) de Tote King.
- 16. "One Dollar: El precio de la vida BSO" (2005) de VV.AA.